# Lindernia hirsuta
Lindernia hirsuta é uma espécie botânica do gênero Lindernia pertencente à família Linderniaceae.